# Ovidiu Hoban
Ovidiu Ștefan Hoban (Baia Mare, 27 december 1982) is een Roemeens profvoetballer die als verdedigende middenvelder speelt. Hij verruilde in 2017 Hapoel Beër Sjeva voor CFR Cluj. In 2013 debuteerde hij in het Roemeens voetbalelftal.

## Clubcarrière
Hoban begon bij de Duitse amateurclub FK Clausen in de Verbandsliga Südwest (zesde niveau). Via Universitatea Craiova en zijn jeugdclub Bihor Oradea keerde hij terug in het Roemeense voetbal. Tussen 2005 en 2011 speelde hij bijna 200 competitiewedstrijden voor Gaz Metan Mediaș. Na een kort verblijf bij Universitatea Cluj, speelde hij van 2012 tot 2014 voor Petrolul Ploiești waarmee hij in 2013 de Cupa României won. In 2014 ging Hoban in Israël voor Hapoel Beër Sjeva spelen en werd met zijn club in 2016 en 2017 landskampioen. Medio 2017 ging hij naar CFR Cluj.

## Interlandcarrière
In 2013 debuteerde Hoban in het Roemeens voetbalelftal. Hij maakte deel uit van de Roemeense selectie op het Europees kampioenschap voetbal 2016.

## Erelijst

### Club
Petrolul Ploiești
- Beker van Roemenië (1): 2012/13

 Hapoel Beër Sjeva
- Israëlisch landskampioen (2): 2015/16, 2016/17
- Israëlische Super Cup (1): 2016
- Israëlische League Cup (1): 2016/17

 CFR Cluj
- Roemeens landskampioen (2): 2017/18, 2018/19
- Roemeense Supercup (1): 2018